# Москоммуна
Москоммуна (баш. Москоммуна) — упразднённый в 2005 году посёлок Максим-Горьковского сельсовета Белебеевского района Республики Башкортостан.

## География
Стоит к востоку от реки Большой Менеуз и пруда, образованного ее. К западу  - урочище Шафеевка.

### Географическое положение
Расстояние до:
- районного центра (Белебей): 20 км,
- центра сельсовета (Центральной усадьбы племзавода им. Максима Горького): 3 км,
- ближайшей ж/д станции (Глуховская): 10 км.

## История
Название возникло в советское время, сокращение от «Московская коммуна».
Закон Республики Башкортостан «О внесении изменений в административно-территориальное устройство Республики Башкортостан в связи с образованием, объединением, упразднением и изменением статуса населенных пунктов, переносом административных центров» от 20 июля 2005 года N 211-з, ст.1 гласил:

4. Упразднить следующие населенные пункты:
8) в Белебеевском районе:

м) поселок Москоммуна Максим-Горьковского сельсовета

## Население
На 1 января 1969 года проживали 91 человек; преимущественно чуваши.